# Zvjezdasta topologija
Zvjezdasta topologija (eng. star network topology) je način na koji se povezuje računalne uređaje u područnu mrežu. Oblika je zvijezde. U ovakvoj se mreži uređaje povezuje središnjim preklopnim čvorom.
Drugi nazivi za ovaj pojam u literaturi na hrvatskom jeziku su zvijezda i zvjezdasta mrežna topologija.